# Gerčar
Gerčar je priimek v Sloveniji, ki ga je po podatkih Statističnega urada Republike Slovenije na dan 1. januarja 2010 uporabljalo 86 oseb in je med vsemi priimki po pogostosti uporabe uvrščen na 4.964. mesto.

## Znani nosilci priimka
- Janez Gerčar (1842-1914), knezoškofijski duhovni svetnik
- Janez Gerčar (1906-1978), filozof
- Saša Gerčar (*1965), podjetnica in predavateljica
- Klemen Gerčar (*1990), motokrosist
- Jaka Gerčar (*1995), urednik, knjigar?/založnik?